# Verkehrsmedizin
Die Verkehrsmedizin ist ein Teilgebiet der Humanmedizin, die sich mit Erkrankungen und Behinderungen beschäftigt, die zu einer Beeinträchtigung der Fahrtauglichkeit führen. Ferner gehören durch Medikamente oder andere Drogen hervorgerufene Minderungen der Tauglichkeit zur Teilnahme am Straßenverkehr zum Aufgabenbereich.
Auch die Begutachtung der Fahreignung ist ein Inhalt der Verkehrsmedizin. Durch die Medizinisch-Psychologische Untersuchung (MPU) wird eine Art „TÜV für den Fahrer“ angestrebt. Sie wird hauptsächlich bei höheren Punktezahlen im Flensburger Register (besonders nach Führerscheinentzug) sowie im Zusammenhang mit Verkehrsdelikten unter Alkohol und anderen Drogen angeordnet.